# 鹿児島市民体育館
鹿児島市民体育館（かごしましみんたいいくかん）は、鹿児島県鹿児島市坂之上一丁目に所在する市立体育館である。株式会社ニチガスクリエートが指定管理者となって管理されている。観客席はないので大規模な大会施設よりは地域スポーツ及び練習用施設としての利用が中心となっている。他の多くの鹿児島の名を冠したスポーツ関連施設、特に県体育館（鹿児島県総合体育センター体育館）とは異なり、鴨池地区ではなく谷山地区に存在するため、場所を混同すると目的時間に到着できないことが考えられるため注意が必要となる。

## 施設概要

### 本館
- バレーボール3面orバスケットボール2面orバドミントン8面、2階に卓球台5台

### 補助体育館
- バレーボール1面orバスケットボール1面orバドミントン3面

### 屋外庭球場
- クレーコート2面

### 駐車場
170台程度収容

## 交通
鹿児島交通
- 和田名バス停下車10分
- 交通安全センター前バス停下車3分
- 市民体育館前バス停